# Mistrovství Evropy ve fotbale hráčů do 21 let 1998 – soupisky
Soupisky na Mistrovství Evropy ve fotbale hráčů do 21 let 1998, které se hrálo v Rumunsku.
| Zlato                | Stříbro          | Bronz             |
| -------------------- | ---------------- | ----------------- |
| Španělsko • Soupiska | Řecko • Soupiska | Norsko • Soupiska |

## Německo
Hlavní trenér:  Hannes Löhr
| Jméno               | Datum narození    | Datum úmrtí | Klub                 |
| Brankáři            | Brankáři          | Brankáři    | Brankáři             |
| ------------------- | ----------------- | ----------- | -------------------- |
| Simon Jentzsch      | 4. května 1976    |             | Karlsruher SC        |
| Timo Hildebrand     | 5. dubna 1979     |             | VfB Stuttgart        |
| Obránci             |                   |             |                      |
| Frank Baumann       | 29. října 1975    |             | 1. FC Norimberk      |
| Lars Müller         | 22. března 1976   |             | KFC Uerdingen 05     |
| Markus Reiter       | 10. srpna 1976    |             | MSV Duisburg         |
| Christoph Metzelder | 5. listopadu 1980 |             | Preußen Münster      |
| Mustafa Doğan       | 1. ledna 1976     |             | Fenerbahçe SK        |
| Thomas Cichon       | 9. července 1976  |             | 1. FC Köln           |
| Uwe Ehlers          | 8. března 1975    |             | FC Hansa Rostock     |
| Záložníci           |                   |             |                      |
| Michael Ballack     | 26. září 1976     |             | 1. FC Kaiserslautern |
| Christian Fährmann  | 5. října 1975     |             | Hertha BSC           |
| Danny Schwarz       | 11. května 1975   |             | VfB Stuttgart        |
| Kai Michalke        | 5. dubna 1976     |             | VfL Bochum           |
| Lars Ricken -       | 10. července 1976 |             | Borussia Dortmund    |
| Andreas Neuendorf   | 9. února 1975     |             | Hertha BSC           |
| Útočníci            |                   |             |                      |
| Miroslav Klose      | 9. června 1978    |             | FC 08 Homburg        |
| Markus Schroth      | 25. ledna 1975    |             | Karlsruher SC        |
| Thomas Brdarić      | 23. ledna 1975    |             | SC Fortuna Köln      |

## Řecko
Hlavní trenér:  Ioannis Kollias
| Jméno                     | Datum narození     | Datum úmrtí | Klub                 |
| Brankáři                  | Brankáři           | Brankáři    | Brankáři             |
| ------------------------- | ------------------ | ----------- | -------------------- |
| Dimitrios Eleftheropoulos | 7. srpna 1976      |             | Olympiakos Pireus    |
| Sotiris Liberopoulos      | 29. června 1977    |             | Ethnikos Pireus FC   |
| Obránci                   |                    |             |                      |
| Georgios Alexopoulos      | 7. února 1977      |             | Panathinaikos Athény |
| Traianos Dellas           | 31. ledna 1976     |             | Sheffield United FC  |
| Paraskevas Antzas         | 18. srpna 1977     |             | AO Xanthi            |
| Georgios Koulakiotis      | 5. května 1977     |             | PAOK Soluň           |
| Dimitris Mavrogenidis     | 23. prosince 1976  |             | Olympiakos Pireus    |
| Giannis Goumas            | 24. května 1975    |             | Panathinaikos Athény |
| Athanasios Kostoulas      | 24. března 1976    |             | Kalamata FC          |
| Záložníci                 |                    |             |                      |
| Vasilios Lakis            | 10. září 1976      |             | Paniliakos FC        |
| Jorgos Karagunis -        | 6. března 1977     |             | Apollon Smyrnis FC   |
| Angelos Basinas           | 3. ledna 1976      |             | Panathinaikos Athény |
| Giorgos Koltzos           | 13. září 1976      |             | Athinaikos FC        |
| Ieroklis Stoltidis        | 2. února 1975      |             | Iraklis Soluň        |
| Stelios Sfakianakis       | 19. března 1976    |             | Olympiakos Pireus    |
| Pantelis Konstantinidis   | 16. srpna 1975     |             | Apollon Smyrnis FC   |
| Útočníci                  |                    |             |                      |
| Nikos Liberopoulos        | 4. srpna 1975      |             | Panathinaikos Athény |
| Sotiris Konstantinidis    | 19. dubna 1977     |             | Iraklis Soluň        |
| Stavros Labriakos         | 30. listopadu 1975 |             | Apollon Smyrnis FC   |
| Manolis Dermitzakis       | 24. listopadu 1976 |             | OFI Kréta            |

## Nizozemsko
Hlavní trenér:  Hans Dorjee
| Jméno                 | Datum narození     | Datum úmrtí                    | Klub                     |
| Brankáři              | Brankáři           | Brankáři                       | Brankáři                 |
| --------------------- | ------------------ | ------------------------------ | ------------------------ |
| Stefan Postma         | 6. října 1976      |                                | FC Utrecht               |
| Jim van Fessem        | 7. srpna 1975      |                                | Willem II Tilburg        |
| Obránci               |                    |                                |                          |
| Jürgen Dirkx          | 15. srpna 1975     |                                | Fortuna Sittard          |
| Tieme Klompe          | 8. dubna 1976      |                                | SC Heerenveen            |
| Mario Melchiot        | 4. listopadu 1976  |                                | AFC Ajax                 |
| Patrick Paauwe        | 27. prosince 1975  |                                | Fortuna Sittard          |
| Fernando Ricksen      | 27. července 1976  | 18. září 2019 (ve věku 43 let) | Fortuna Sittard          |
| Jochem van der Hoeven | 5. října 1975      |                                | Vitesse                  |
| Záložníci             |                    |                                |                          |
| George Boateng        | 5. září 1975       |                                | Feyenoord                |
| John de Jong          | 8. března 1977     |                                | FC Utrecht               |
| Robert Fuchs          | 15. února 1975     |                                | De Graafschap            |
| Kiki Musampa          | 20. července 1977  |                                | FC Girondins de Bordeaux |
| Niels Oude Kamphuis   | 14. listopadu 1977 |                                | FC Twente                |
| Martijn Reuser        | 1. února 1975      |                                | Vitesse                  |
| Menno Willems         | 10. března 1977    |                                | Vitesse                  |
| Nordin Wooter         | 24. srpna 1976     |                                | Real Zaragoza            |
| Mark van Bommel       | 22. dubna 1977     |                                | Fortuna Sittard          |
| Útočníci              |                    |                                |                          |
| Arnold Bruggink       | 24. července 1977  |                                | PSV Eindhoven            |
| Roy Makaay -          | 9. března 1975     |                                | CD Tenerife              |
| Ruud van Nistelrooy   | 1. července 1976   |                                | SC Heerenveen            |

## Norsko
Hlavní trenér:  Nils Johan Semb
| Jméno                 | Datum narození     | Datum úmrtí | Klub                 |
| Brankáři              | Brankáři           | Brankáři    | Brankáři             |
| --------------------- | ------------------ | ----------- | -------------------- |
| Espen Baardsen        | 7. prosince 1977   |             | Tottenham Hotspur FC |
| Terje Skjeldestad     | 18. ledna 1978     |             | Sogndal Fotball      |
| Obránci               |                    |             |                      |
| Odd Arne Espevoll     | 5. června 1976     |             | Viking FK            |
| Knut Henry Haraldsen  | 14. prosince 1976  |             | Vålerenga IF         |
| Vegard Heggem         | 13. července 1975  |             | Rosenborg BK         |
| Jon Inge Høiland      | 20. září 1977      |             | Kongsvinger IL       |
| Frode Kippe           | 17. ledna 1978     |             | Lillestrøm SK        |
| Hai Ngoc Tran         | 10. ledna 1975     |             | Vålerenga IF         |
| Steinar Pedersen      | 6. června 1975     |             | Borussia Dortmund    |
| Tommy Stenersen       | 23. listopadu 1976 |             | Stabæk Fotball       |
| Záložníci             |                    |             |                      |
| Trond Andersen        | 6. ledna 1975      |             | Molde FK             |
| Eirik Bakke           | 13. září 1977      |             | Sogndal Fotball      |
| Karl Oskar Fjørtoft   | 26. července 1975  |             | Molde FK             |
| Rune Hagen            | 20. července 1975  |             | Strømsgodset IF      |
| Daniel Berg Hestad -  | 30. července 1975  |             | Molde FK             |
| Bjarte Lunde Aarsheim | 14. ledna 1975     |             | Viking FK            |
| Útočníci              |                    |             |                      |
| Thorstein Helstad     | 28. dubna 1977     |             | Brann Bergen         |
| Steffen Iversen       | 10. listopadu 1976 |             | Tottenham Hotspur FC |
| Andreas Lund          | 7. května 1975     |             | IK Start             |
| Erik Nevland          | 10. listopadu 1977 |             | Viking FK            |

## Rumunsko
Hlavní trenér:  Victor Pițurcă
| Jméno                | Datum narození     | Datum úmrtí                    | Klub                   |
| Brankáři             | Brankáři           | Brankáři                       | Brankáři               |
| -------------------- | ------------------ | ------------------------------ | ---------------------- |
| Bogdan Lobonț        | 18. ledna 1978     |                                | FC Rapid București     |
| Tiberiu Lung         | 24. prosince 1978  |                                | FC U Craiova 1948      |
| Obránci              |                    |                                |                        |
| Cosmin Contra        | 15. prosince 1975  |                                | FC Dinamo București    |
| Iulian Miu           | 21. ledna 1976     |                                | FCSB                   |
| Adrian Iencsi        | 15. března 1975    |                                | FC Rapid București     |
| Erik Lincar          | 16. října 1978     |                                | FCSB                   |
| Cornel Frăsineanu    | 20. srpna 1976     |                                | FC U Craiova 1948      |
| Marius Iordache      | 8. října 1978      |                                | FC U Craiova 1948      |
| Záložníci            |                    |                                |                        |
| Mihai Tararache      | 25. října 1977     |                                | FC Dinamo București    |
| Florentin Petre      | 15. ledna 1976     |                                | FC Dinamo București    |
| Cătălin Hîldan       | 3. února 1976      | 5. října 2000 (ve věku 24 let) | FC Dinamo București    |
| Ionuț Luțu -         | 3. srpna 1975      |                                | FC U Craiova 1948      |
| Eugen Trică          | 5. srpna 1976      |                                | FC U Craiova 1948      |
| Cătălin Liță         | 23. března 1975    |                                | AS Progresul București |
| Cătălin Munteanu     | 26. ledna 1979     |                                | FCSB                   |
| Laurențiu Reghecampf | 19. září 1975      |                                | FCSB                   |
| Robert Vancea        | 28. září 1976      |                                | FC U Craiova 1948      |
| Útočníci             |                    |                                |                        |
| Ionel Dănciulescu    | 6. prosince 1976   |                                | FCSB                   |
| Adrian Mihalcea      | 24. května 1976    |                                | FC Dinamo București    |
| Cristian Ciocoiu     | 23. listopadu 1975 |                                | FCSB                   |

## Rusko
Hlavní trenér:  Michail Gerškovič
| Jméno              | Datum narození    | Datum úmrtí                      | Klub                     |
| Brankáři           | Brankáři          | Brankáři                         | Brankáři                 |
| ------------------ | ----------------- | -------------------------------- | ------------------------ |
| Michail Charin     | 17. června 1976   |                                  | FK Torpedo Moskva        |
| Sergej Armišev     | 29. dubna 1976    |                                  | FK Uralan Elista         |
| Obránci            |                   |                                  |                          |
| Andrej Solomatin - | 9. září 1975      |                                  | FK Lokomotiv Moskva      |
| Dmitrij Davydov    | 22. ledna 1975    |                                  | FK Zenit Sankt-Petěrburg |
| Oleg Kornauchov    | 14. ledna 1975    |                                  | PFK CSKA Moskva          |
| Vadim Jevsejev     | 8. ledna 1976     |                                  | FK Spartak Moskva        |
| Sergej Temrjukov   | 1. srpna 1978     |                                  | PSV Eindhoven            |
| Jevgenij Korabljov | 29. října 1978    |                                  | FK Dynamo Moskva         |
| Záložníci          |                   |                                  |                          |
| Andrej Krivov      | 24. září 1976     |                                  | FK Rotor Volgograd       |
| Vladimir But       | 7. září 1977      |                                  | Borussia Dortmund        |
| Děnis Laktjonov    | 4. září 1977      |                                  | Suwon Samsung Bluewings  |
| Michail Osinov     | 8. října 1975     |                                  | Maccabi Tel Aviv FC      |
| Alexandr Berketov  | 24. prosince 1975 | 1. června 2022 (ve věku 46 let)  | FK Rotor Volgograd       |
| Alexej Bacharev    | 12. října 1976    | 18. března 2022 (ve věku 45 let) | FK Rotor Volgograd       |
| Jegor Titov        | 29. května 1976   |                                  | FK Spartak Moskva        |
| Útočníci           |                   |                                  |                          |
| Erik Korčagin      | 16. ledna 1979    |                                  | AS Saint-Étienne         |
| Dmitrij Šoukov     | 26. září 1975     |                                  | Vitesse                  |
| Maxim Buznikin     | 1. března 1977    |                                  | FK Spartak Moskva        |

## Španělsko
Hlavní trenér:  Iñaki Sáez
| Jméno               | Datum narození     | Datum úmrtí                      | Klub                |
| Brankáři            | Brankáři           | Brankáři                         | Brankáři            |
| ------------------- | ------------------ | -------------------------------- | ------------------- |
| Francesc Arnau      | 23. března 1975    | 22. května 2021 (ve věku 46 let) | FC Barcelona        |
| Esteban Suárez      | 27. června 1975    |                                  | Real Oviedo         |
| Obránci             |                    |                                  |                     |
| Sergio Ballesteros  | 4. září 1975       |                                  | CD Tenerife         |
| Aitor López Rekarte | 18. srpna 1975     |                                  | Real Sociedad       |
| José García Calvo   | 1. dubna 1975      |                                  | Real Valladolid     |
| Míchel Salgado      | 22. října 1975     |                                  | Celta de Vigo       |
| Luis Cuartero       | 17. srpna 1975     |                                  | Real Zaragoza       |
| José Félix Guerrero | 23. srpna 1975     |                                  | Racing de Santander |
| Záložníci           |                    |                                  |                     |
| Felipe Guréndez     | 18. listopadu 1975 |                                  | CA Osasuna          |
| Marcos Vales -      | 5. dubna 1975      |                                  | Real Zaragoza       |
| Ito                 | 21. ledna 1975     |                                  | Celta de Vigo       |
| Benjamín Zarandona  | 2. března 1976     |                                  | Real Valladolid     |
| Josico              | 6. ledna 1975      |                                  | Albacete Balompié   |
| Guti                | 31. října 1976     |                                  | Real Madrid         |
| Roger García        | 15. prosince 1976  |                                  | FC Barcelona        |
| Víctor Sánchez      | 23. února 1976     |                                  | Real Madrid         |
| Juan Carlos Valerón | 17. června 1975    |                                  | RCD Mallorca        |
| Útočníci            |                    |                                  |                     |
| Miguel Ángel Angulo | 23. června 1977    |                                  | Valencia CF         |
| Iván Pérez          | 29. ledna 1976     |                                  | Real Betis          |
| Salva Ballesta      | 22. května 1975    |                                  | Sevilla FC          |

## Švédsko
Hlavní trenér:  Lars-Olof Mattsson
| Jméno              | Datum narození     | Datum úmrtí | Klub                     |
| Brankáři           | Brankáři           | Brankáři    | Brankáři                 |
| ------------------ | ------------------ | ----------- | ------------------------ |
| Eddie Gustafsson   | 31. ledna 1977     |             | IFK Norrköping           |
| Rami Shaaban       | 30. června 1975    |             | Hammarby Talang FF       |
| Obránci            |                    |             |                          |
| Alexander Östlund  | 2. listopadu 1978  |             | AIK Stockholm            |
| Erik Edman         | 11. listopadu 1978 |             | Helsingborgs IF          |
| Klebér Saarenpää   | 14. prosince 1975  |             | IFK Norrköping           |
| Olof Mellberg      | 3. září 1977       |             | AIK Stockholm            |
| Karl Corneliusson  | 17. listopadu 1976 |             | Örgryte IS               |
| Tommy Jönsson      | 4. března 1976     |             | Malmö FF                 |
| Daniel Majstorović | 5. dubna 1977      |             | SC Fortuna Köln          |
| Záložníci          |                    |             |                          |
| Anders Svensson    | 17. července 1976  |             | IF Elfsborg              |
| Daniel Andersson - | 28. srpna 1977     |             | Malmö FF                 |
| Erik Johansson     | 18. května 1976    |             | Örgryte IS               |
| Joakim Persson     | 3. dubna 1975      |             | IFK Göteborg             |
| Martin Åslund      | 10. listopadu 1976 |             | IFK Norrköping           |
| Fredrik Ljungberg  | 16. dubna 1977     |             | Halmstads BK             |
| Útočníci           |                    |             |                          |
| Yksel Osmanovski   | 24. února 1977     |             | Malmö FF                 |
| Ola Johansson      | 28. března 1975    |             | Västra Frölunda IF       |
| Stefan Bärlin      | 31. května 1976    |             | IFK Göteborg             |
| Jörgen Petterson   | 29. září 1975      |             | Borussia Mönchengladbach |